# Konference (hrušeň)

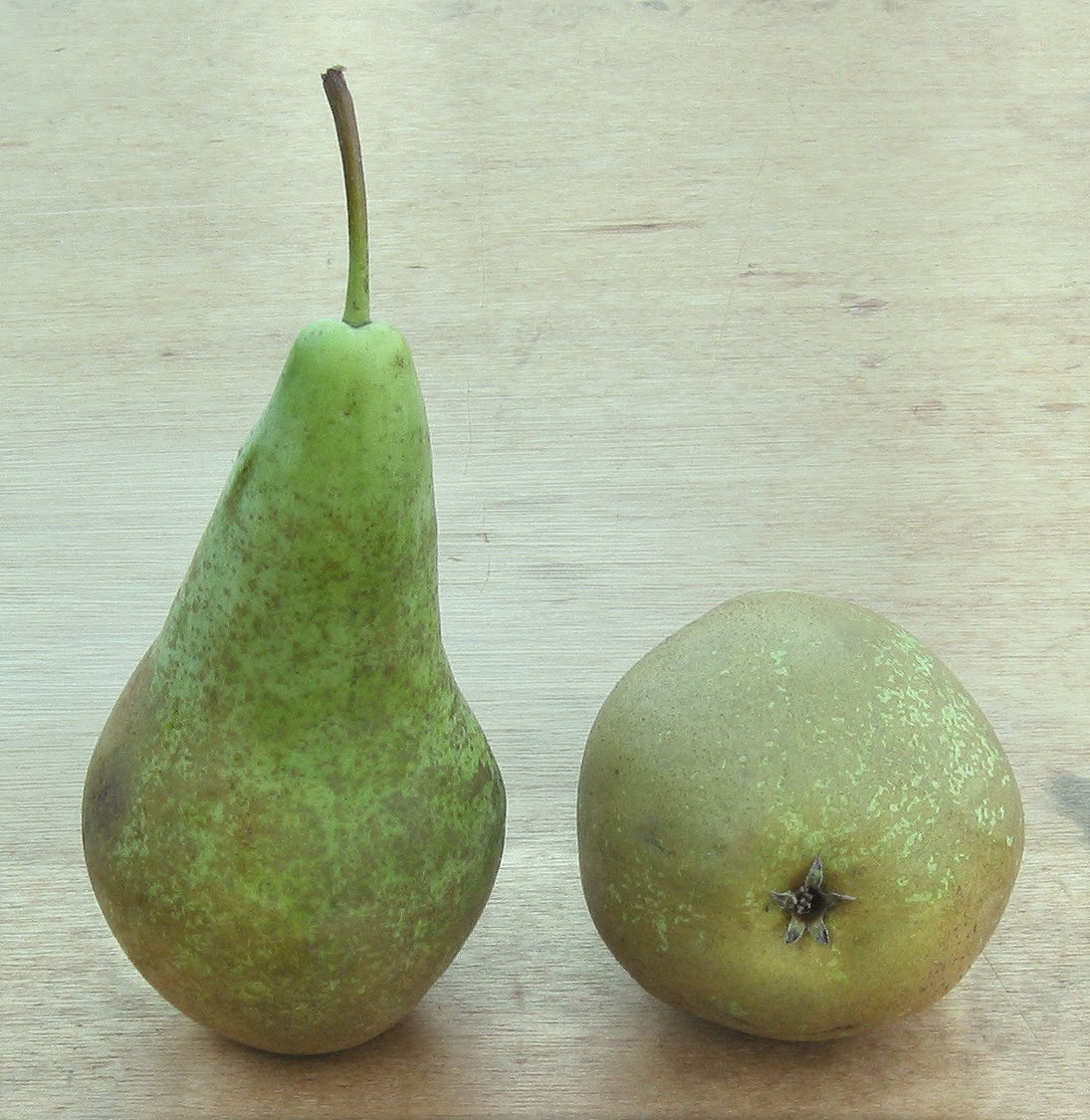

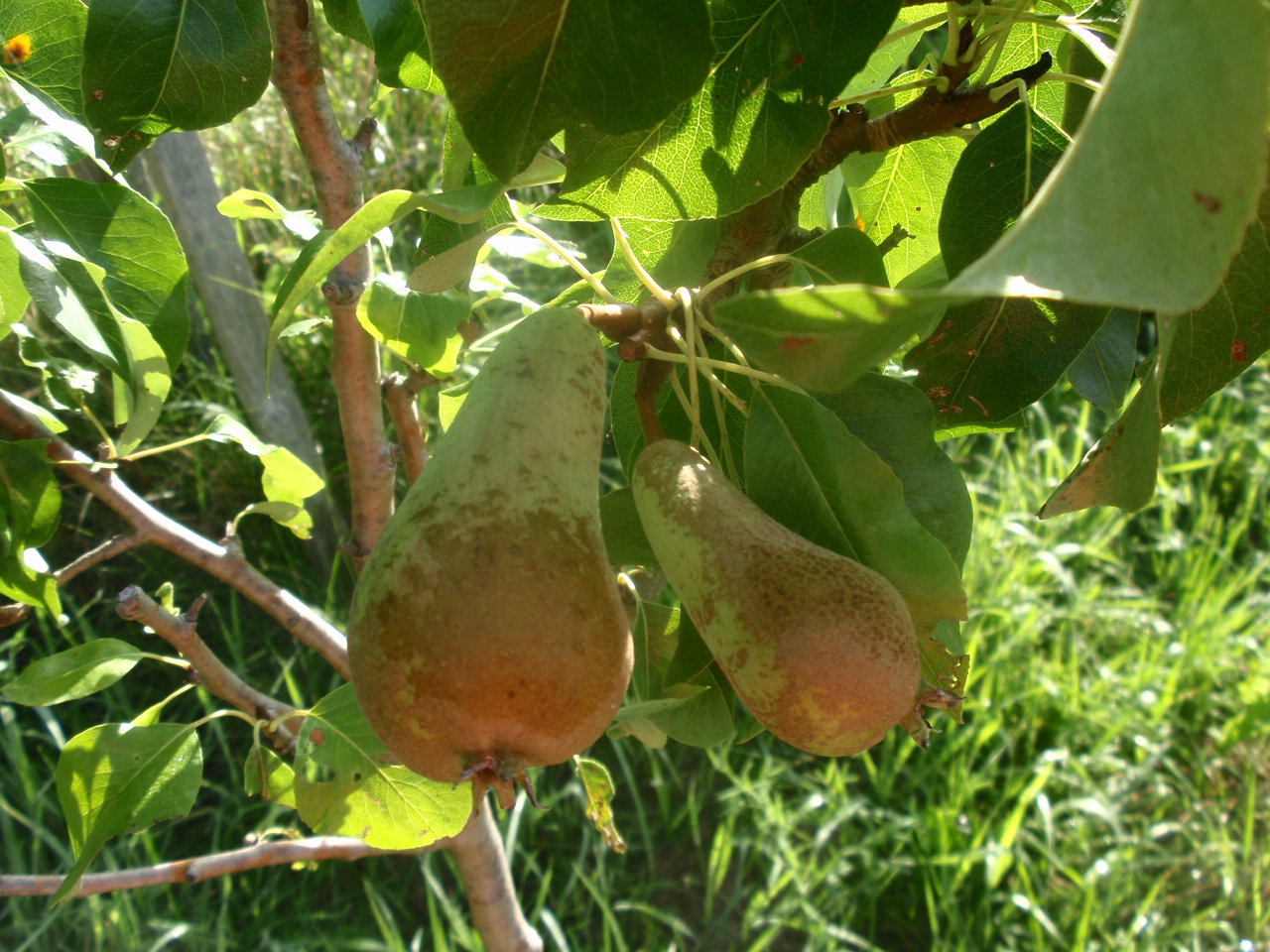

Konference (Pyrus communis 'Konference') je ovocný strom, kultivar druhu hrušeň obecná z čeledi růžovitých. Plody jsou řazeny mezi odrůdy podzimních hrušek, sklízí se v září, dozrává  v říjnu, skladovatelné jsou do listopadu.

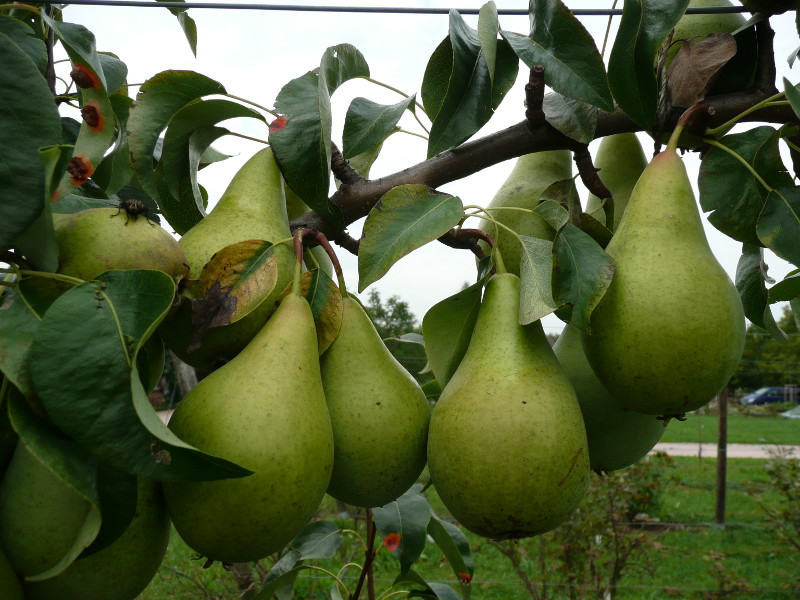

## Historie

### Původ
Byla vyšlechtěna v Anglii v Riversových školkách. Svůj název dostala na počest Britské národní konferenci o hrušních v roce 1885, kde byla poprvé představena. Množí se od roku 1894.

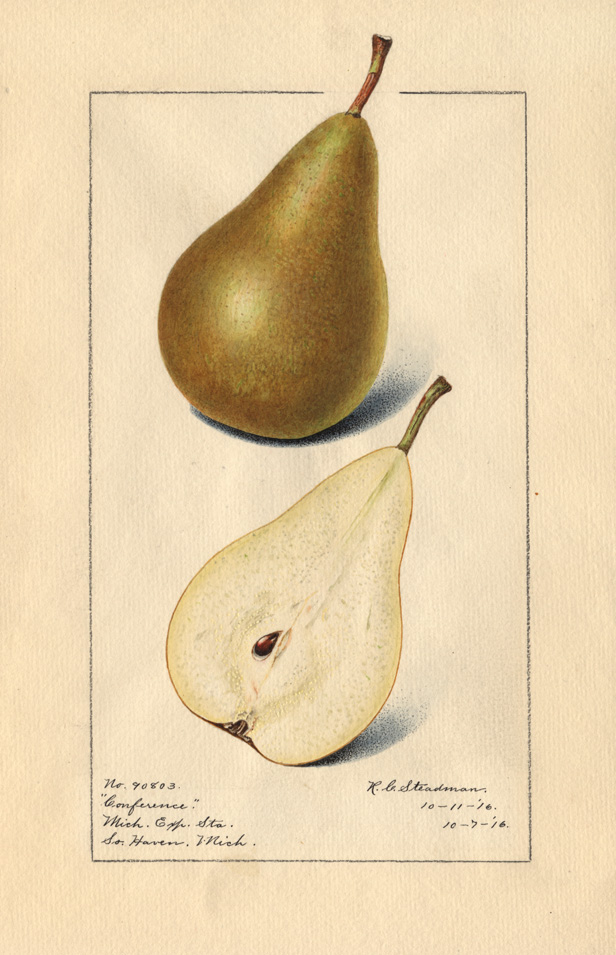

## Vlastnosti
Odrůda je cizosprašná. Vhodnými opylovači jsou odrůdy Boscova lahvice, Červencová, Charneuská, Williamsova, Clappova, Madame Verté, Pařížanka. Je dobrým opylovačem.

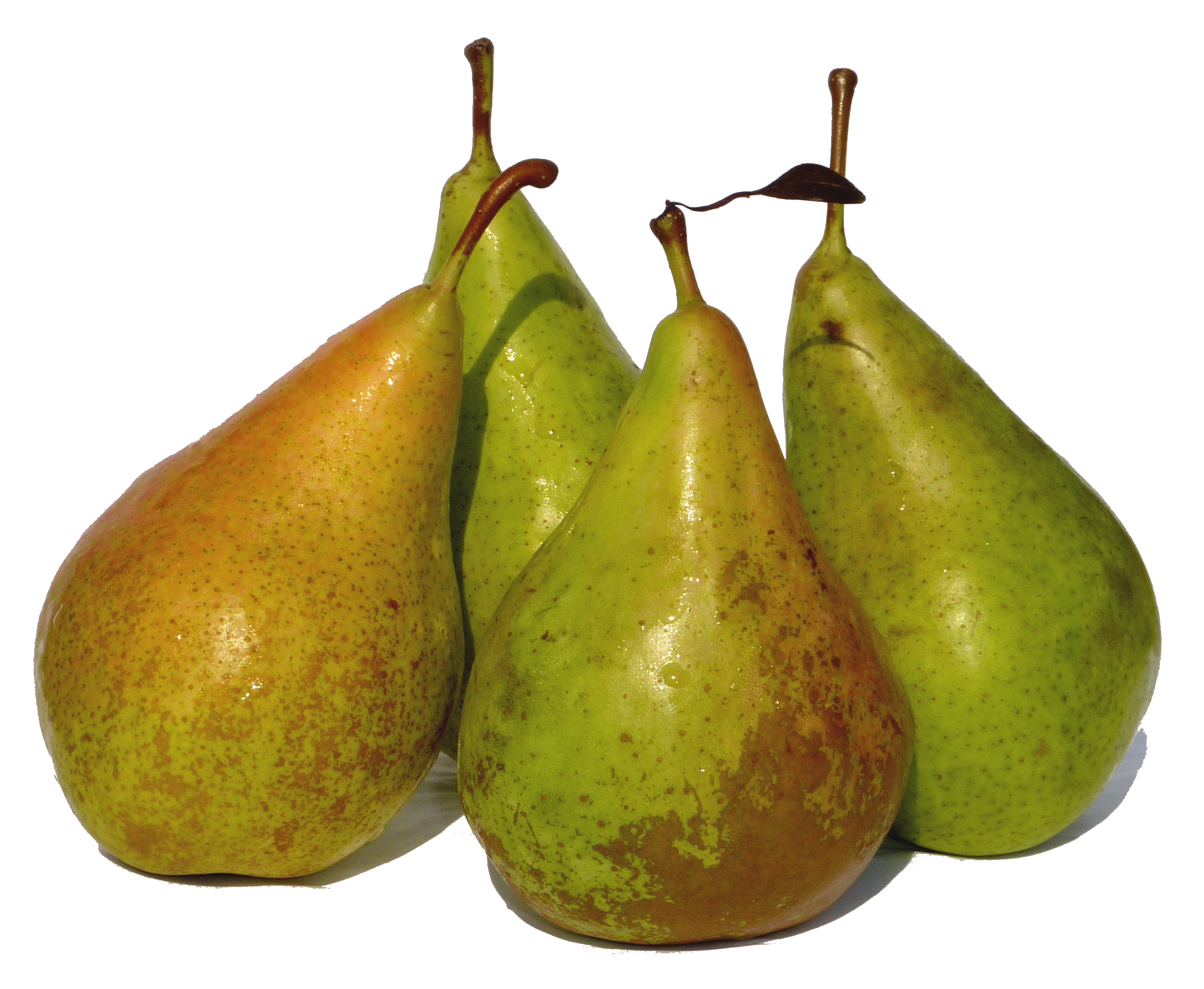
Zralé plody.

### Růst
Růst odrůdy je střední, později slabý. Koruna je vzpřímená, po velkých úrodách částečně převislá. Brzy stárne, vyžaduje řez a zmlazování. Pupeny na letorostech jsou nápadně odstálé. Probírka plodů je vhodná.

## Plodnost
Plodí časně, velmi bohatě a pravidelně.

## Plod
Plod je lahvovitý, střední až velký. Slupka hladká, žlutozeleně zbarvená, ve zralosti žlutá, často rzivá. Dužnina je nažloutlá jemná, se sladce navinulou chutí, jemná, aromatická, velmi dobrá.

## Choroby a škůdci
Odrůda je považována za vysoce odolnou proti strupovitosti, ale jen málo odolná k rzivosti. Je středně náchylná (26,1 - 60,0 % napadených) vůči spále růžovitých.

## Použití
Je vhodná ke skladování, zpracování a přímému konzumu. Odrůdu lze použít do středních a teplých poloh nebo do vyšších chráněných poloh. Vyžaduje půdy dostatečné zásobené vláhou, s ne příliš vysokým obsahem vápníku.